# Storthyngura kussakini
Storthyngura kussakini is een pissebed uit de familie Munnopsidae. De wetenschappelijke naam van de soort is voor het eerst geldig gepubliceerd in 2002 door Angelika Brandt & Marina Malyutina.